# Klosterrather Hof

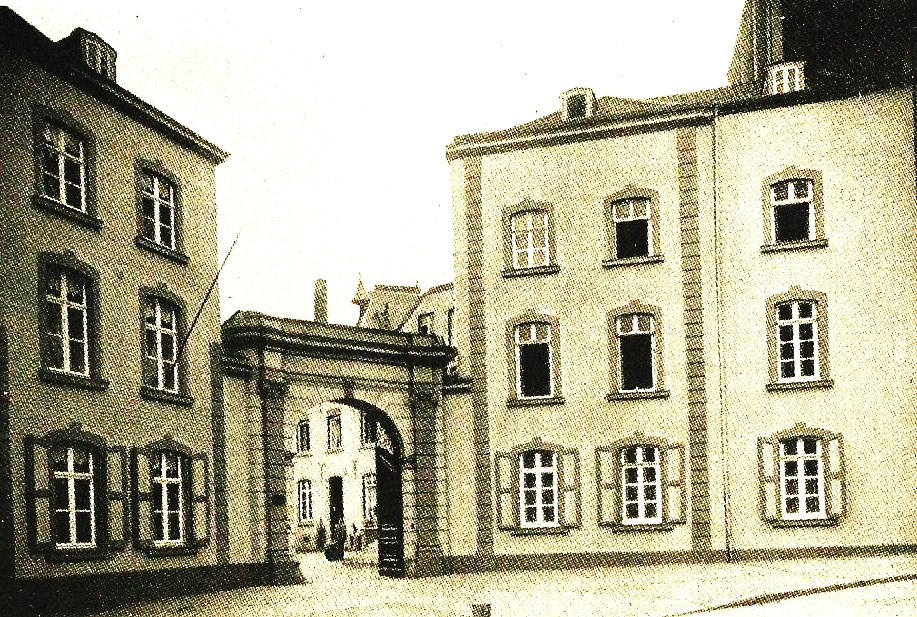
Klosterrather Hof um 1900

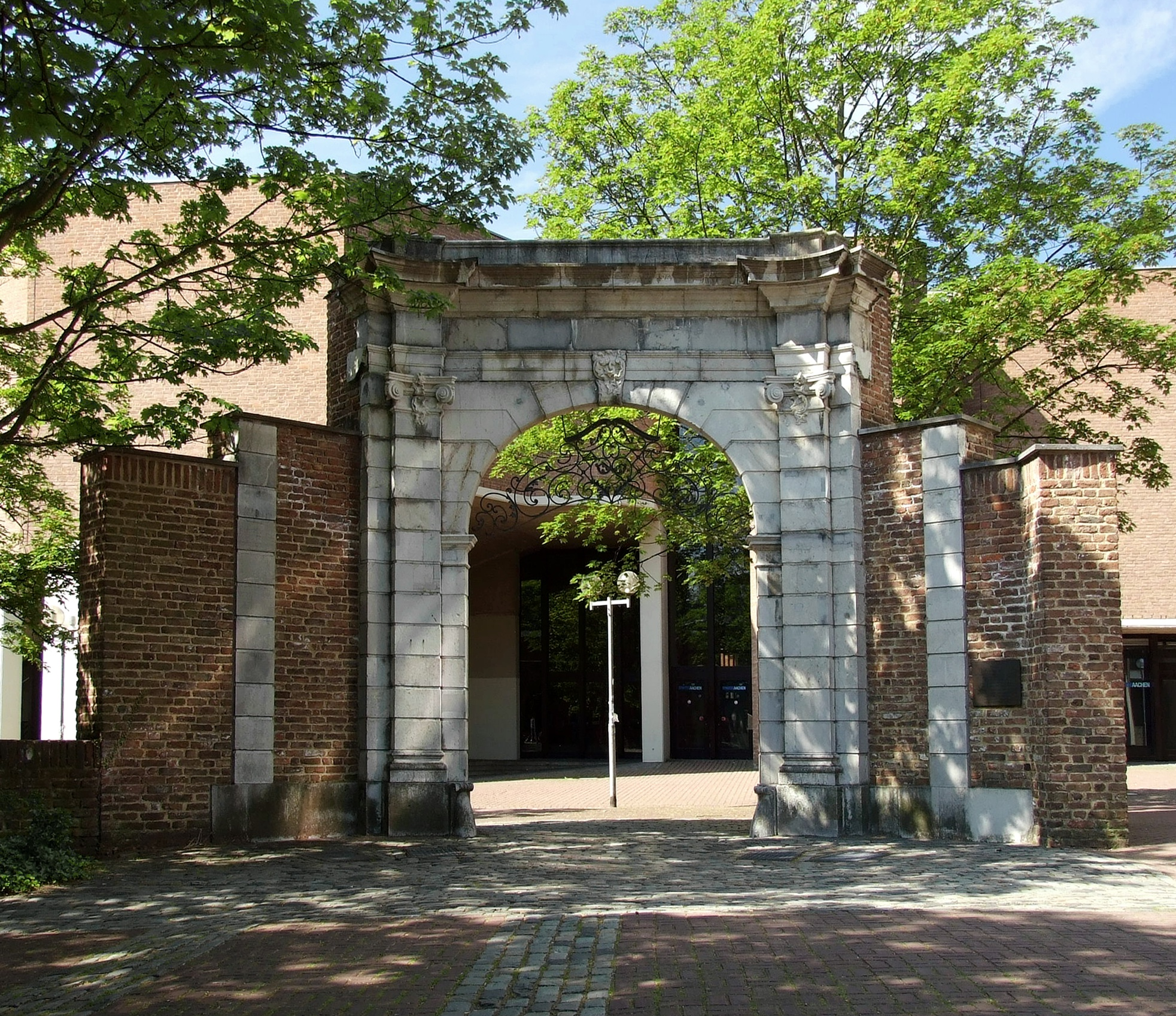
Rekonstruierter Torbogen vor dem Hörsaalgebäude 2010

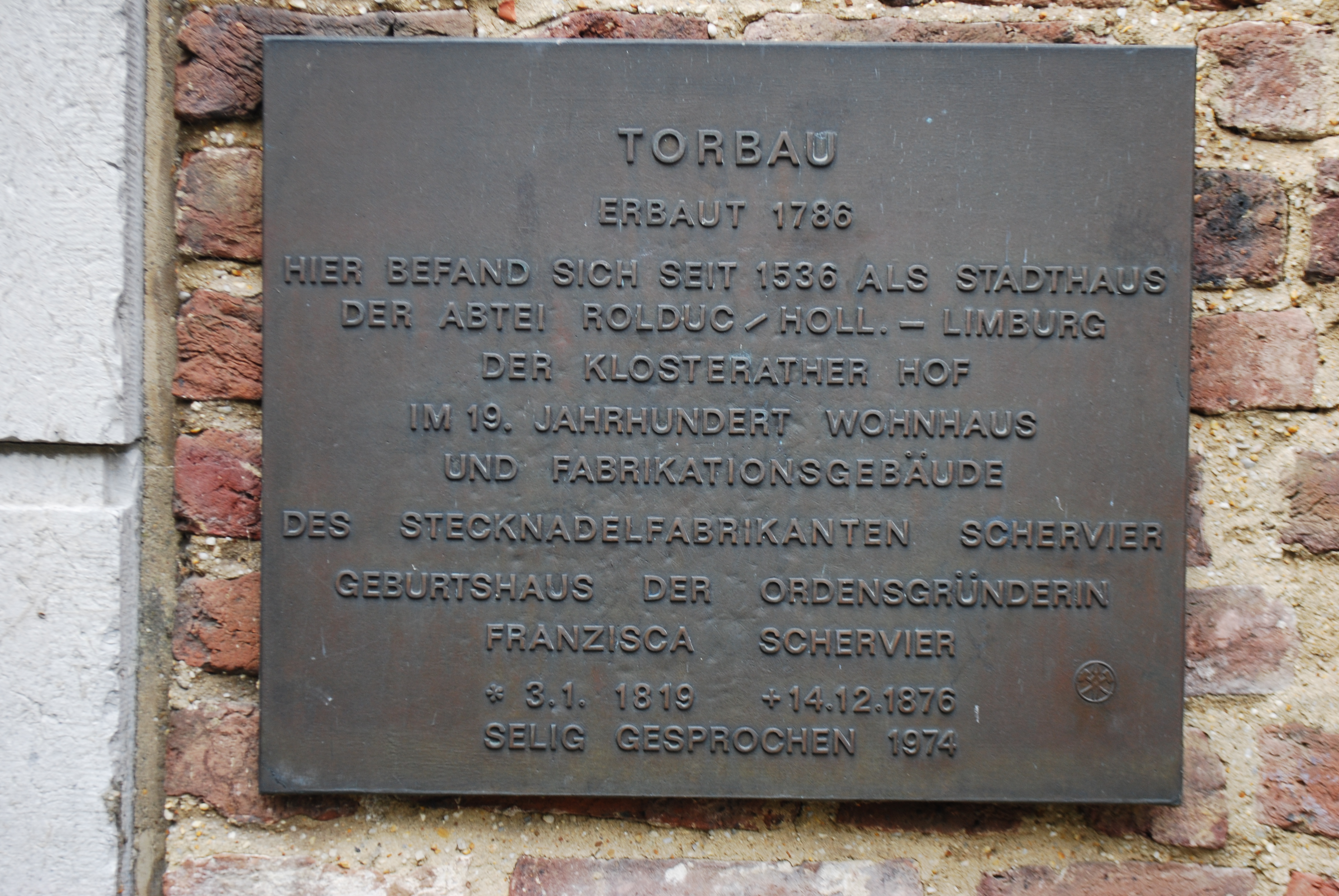
Gedenktafel

Der Klosterrather Hof, auch Klosterrather Refugium oder Kirchrather Hof genannt, war ein früherer Klosterhof und späterer Wohn- und Fabrikationskomplex in der Eilfschornsteinstraße in Aachen.

## Geschichte
Der Klosterrather Hof war seit dem Jahre 1536 das Aachener Stadthaus der Abtei Klosterrath, Herzogtum Limburg. Nach dem Stadtbrand von Aachen wurde das Grundstück 1660 durch Zukauf von Grundstücken, unter anderem entlang der Eilfschornsteinstraße, wesentlich vergrößert. Bis 1786 erfolgten Neubauten durch den Aachener Barockbaumeister Joseph Moretti, darunter das noch bestehende Hoftor.
1802 fiel der Klosterrather Hof im Zuge der Säkularisation der linksrheinischen Departments nach Konsularbeschluss vom 9. Juni an die Französische Republik. Bei seinem Besuch in Aachen im September 1804 verkaufte Napoleon persönlich den Hof an den aus dem Elsass stammenden und von ihm geschätzten Nadelfabrikanten Laurenz Jecker für nur 13.000 Franc, um dort die Einrichtung eines Wirtschaftsunternehmens zu unterstützen. Zusammen mit den Brüdern Jean-Baptiste Migeon aus Grandvillers und Jean Vincent Victor Migeon aus Charleville richtete Jecker dort eine moderne Nadelfabrik ein, die dort mit ca. 150 Mitarbeitern jährlich über eine Million Stecknadeln produzierte und nach ganz Europa exportierte. 1809 zog sich Jecker nach einer Krise aus dem Unternehmen zurück und verkaufte seine Anteile an die Brüder Migeon.
1811 stiegen die Brüder Johann Josef und Johann Heinrich Schervier, die bereits auf einem benachbarten Grundstück am Templergraben einen Kupferhof betrieben, als gleichberechtigte Teilhaber in das nun Migeon et Schervier frères genannte Unternehmen ein. 1816 übernahmen die Schervier-Brüder auch die Anteile von Vincent Victor Migeon. 1823 bis zu seinem Tod 1845 war schließlich Johann Heinrich Schervier alleiniger Eigentümer. Seine Tochter, die Ordensgründerin Franziska Schervier, wuchs in dem Wohnhaus Eilfschornsteinstraße 15 auf.
1845 erbte Ludwig Heinrich Schervier das Grundstück und verlegte die väterliche Fabrik nach dem Zusammenschluss mit Adalbert Kern als Kratzenfabrik Kern & Schervier nach Burtscheid, behielt aber die Grundstücke in der Eilfschornsteinstraße. Die Betriebsgebäude am Klosterrather Hof übernahm daraufhin Laurenz Jeckers Sohn Julius Caesar Jecker (1820–1881), der sie 1877 dem Unternehmen Heusch & Butenberg übertrug. Nach dem Tod von Ludwig Heinrich Schervier im Jahr 1896 erbte seine Witwe Franziska, geb. Hock, die Grundstücke, die sie 1910 an den Maschinenfabrikanten A. Schiffers verkaufte, nachdem Heusch & Butenberg ihren Betrieb in die leerstehende Tuchfabrik Lochner verlegt hatten.
Während des Zweiten Weltkrieges wurde der Klosterrather Hof zerstört und danach weitgehend beseitigt. Die Grundstücke gingen ins Eigentum des Landes Nordrhein-Westfalen zur Nutzung durch die RWTH Aachen über, die es in den 1977 Jahren mit einem Hörsaalgebäudekomplex (Kármán-Auditorium) bebaute. Lediglich der Torbogen von 1786 blieb erhalten und wurde in die Freiflächengestaltung integriert. Unter Studenten ist die Sage verbreitet, das Tor bringe Unglück. Den Erstsemestern wird erzählt, sie würden ihren Abschluss nicht schaffen, wenn man durch das Tor ginge, weshalb zahlreiche Studierende das Tor lieber umgehen.